# Direitos LGBT na Venezuela

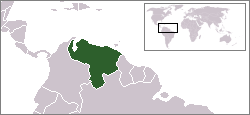
Localização da Venezuela no continente sul-americano

Lésbicas, gays, bissexuais e transgêneros (LGBT) na Venezuela podem enfrentar desafios legais não enfrentados por cidadãos não- LGBT. A atividade sexual entre pessoas do mesmo sexo, tanto homens quanto mulheres, é legal na Venezuela, mas os casais do mesmo sexo e famílias chefiadas por casais do mesmo sexo não são elegíveis para as mesmas proteções legais disponíveis para casais de sexo oposto.

## Lei sobre a atividade sexual do mesmo sexo
A homossexualidade nunca foi punida desde a Independência da Venezuela. No entanto, a lei que vigorava no país e criminalizava "vagabundos e bandidos" (Ley de Vagos y maleante), era ocasionalmente aplicada aos homossexuais e indivíduos transgêneros envolvidos na prostituição, bem como profissionais do sexo em geral, conforme relatado pela Anistia Internacional. As pessoas submetidas a esta lei por "medidas administrativas" poderiam ser colocadas em "programas de reeducação "especiais", em lugares de "confinamento", sem julgamento, como também acontecia em muitos outros países, incluindo a Espanha. Esta lei foi declarada inconstitucional pelo Supremo Tribunal de Justiça da Venezuela em 1997. A idade de consentimento é de 16 anos.

## Reconhecimento de casais do mesmo sexo
Não há reconhecimento legal de casais do mesmo sexo de forma explícita na lei venezuelana. Na verdade, o Casamento entre pessoas do mesmo sexo na Venezuela é constitucionalmente proibido, de acordo com o artigo 77 da Constituição do país, que define o casamento como a união apenas entre um homem e uma mulher.
Em 2003, uma ONG gay chamado União Afirmativa apresentou um recurso para o Supremo Tribunal para o reconhecimento legal dos direitos econômicos (pensões, herança, previdência social, familiar comum, etc) para parceiros do mesmo sexo. A sentença, emitida em 28 de 
fevereiro de 2008, apesar de reconhecer que parceiros do mesmo sexo desfrutam de todos os direitos civis, políticos, econômicos, sociais e culturais, têm proteção semelhante ao concubinato ou casamento entre um homem e uma mulher, isto é, nos mesmos termos do que parceiros heterossexuais têm. Apesar disso, a Assembleia Nacional é o órgão do governo com a missão de legislar para proteger tais direitos para parceiros do mesmo sexo. A decisão também indicou que esses direitos foram cobertos sob a Constituição de República Bolivariana da Venezuela.
Em 20 de março de 2009, o membro da Câmara dos Deputados, Romelia Matute, anunciou que a Assembleia Nacional da Venezuela explicitamente se propôs a legalizar uniões do mesmo sexo e reconhecê-las como associações de convivência, como parte da Lei de Gênero. Esta iniciativa, entretanto, nunca foi discutida. Outras iniciativas relativas a este assunto e o reconhecimento da identidade de gênero transexual foram apresentados pela sociedade civil para a Assembleia Nacional, mas nenhuma discussão formal nunca ocorreu.

## A legislação anti-discriminação
A discriminação no trabalho com base na "orientação sexual" foi proibida em 1996 pelas Decisões do Direito do Trabalho (Lei Orgânica de Trabajo) (art 9). Em 2010, a Lei Orgânica do Trabalho proibia oficialmente a discriminação em razão da orientação sexual (mas não a identidade de gênero).
No processo que conduziu à adoção de uma nova Constituição venezuelana, em 1999, foram propostas disposições anti-discriminação, no entanto, devido à oposição forte da Igreja Católica, elas foram excluídos da versão final. Em 2001, foram renovadas tentativas de incluí-las na Constituição. Em 2002, o ex-presidente, Hugo Chávez, expressou seu pesar por sua exclusão, sinalizando que eles podem ser incluídos em futuras rodadas de reforma constitucional.
O Plebiscito constitucional na Venezuela em 2007 teria proibido a discriminação baseada na orientação sexual, mas ambos os pacotes de reforma, que cobriam uma vasta gama de medidas sociais e econômicas, foram derrotados.
A sociedade civil propôs à Assembleia Nacional para legislar sobre a igualdade em 2009, 2010, 2011 e 2012, mas as propostas nunca estiveram na pauta das discussões.

## As condições de vida
A Venezuela é o lar de uma ampla comunidade gay. Desde 2000, o Dia Internacional dos Direitos dos Homossexuais é comemorado, enquanto que recentemente o governo começou a participar no Dia do Orgulho Gay, pela primeira vez. No entanto, a perseguição da polícia e a homofobia no ambiente de trabalho continuam a ser problemas graves.